# Vorlutherische deutsche Bibeln

Blatt der Otmar-Bibel 1507, Wiedergabe von Teilen der Kapitel 1. Mose 37 und 38, gedruckt mit einer Schwabacher

Schöpfungsdarstellung in der Koberger-Bibel 1483, Erschaffung der Eva „in der Rose“

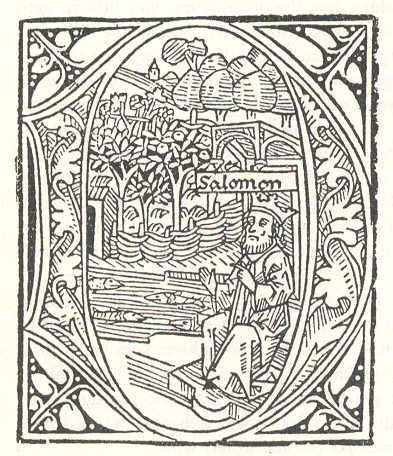
Initiale aus der Zainer-Bibel, 1477 (Faksimile)

Vorlutherische deutsche Bibeln werden die achtzehn deutschen Bibeldrucke genannt, die vor der Herausgabe der Lutherbibel in Deutschland erschienen. Die Zeit ihrer Herausgabe umfasst die Zeit von 1466 bis 1522. Johannes Gutenberg hatte für seine Gutenberg-Bibel die seinerzeit allgemein verbreitete lateinische Übersetzung (Vulgata) benutzt. Das Interesse von Seiten des einfachen Klerus und des Bürgertums stieg jedoch, die biblischen Geschichten verstehen zu können. Mit der Mentelin-Bibel 1466 in Straßburg wurde diese Idee, eine Bibel in einer Volkssprache zu drucken, erstmals verwirklicht.

## Die oberdeutschen Ausgaben
Die Textgrundlage für die oberdeutschen Ausgaben ist unbekannt. Eventuell liegt ein 100 Jahre älterer Text zugrunde. Er ist eine Wort-für-Wort-Übersetzung einer lateinischen Vorlage, die auf die unterschiedlichen Sprachgegebenheiten keine Rücksicht nimmt. Hier hat vermutlich die Furcht vor unabsichtlichen Abweichungen vom Grundtext Schranken geschaffen, die erst Luther durchbrechen sollte. So entstand ein schwer verständlicher Text, der ohne bedeutende Veränderungen von Ausgabe zu Ausgabe weiterverwendet und schließlich auch zur Basis für eine niederdeutsche Übertragung wurde.

## Die niederdeutschen Ausgaben
Obwohl in Köln die Zensur sehr streng war, fand sich ein Konsortium bestehend aus Heinrich Quentell, Bartholomäus von Unckel und Anton Koberger zusammen, um eine deutsche Bibel für den niederdeutschen Raum zu schaffen. Der Auftraggeber und eigentliche Drucker blieben dagegen anonym. Die Kölner Bibel musste zwei Regionen mit deutlich unterschiedlichen Dialekten bedienen. Es ließ sich nur so lösen, dass man eine niederrheinische und eine niedersächsische Ausgabe schuf, um den Absatz der Bibeln nicht zu gefährden. Daher spricht man von den Kölner Bibeln (1478/79).
Sie fielen durch ihren Buchschmuck auf und wurden Grundlage vieler weiterer Bibeln. Koberger beispielsweise benutzte die Druckstöcke direkt für seine oberdeutsche 9. deutsche Bibel. Die Lübecker und die Halberstädter Bibel waren nur in Niedersächsisch erhältlich.

## Vergleich zur Lutherbibel
Ein Vergleich der ersten Verse der Otmar-Bibel 1507 mit der Luther-Bibel 1534:
Otmar 1507
In der zeit gieng judas ab von sinen brüdern und keret ein zu aim man odolamiten mit namen hyram Unnd sahe da ain tochter ains menschen chananei mit name sue Unnd do er sy hett genomen zu ainem weibe. er gieng ein zu ir sy empfieng un gebar ainen sune. un er hieß seinen namen her. Anderwayd empfieng sy ain frucht. do der sune ward geboren. er nante ihn onan. Unnd sy gebar den dritte den nennet er sela. Do der was geboren sy höret auf fürbas zu geberen Aber iudas gab der her seynem erstgebornen sun ain weyb mit namen thamar. Un her der erstgeboren jude was ain schalck in dem angesichte des herren. Darumb ward er erschlagen von im.
Luther 1534
Es begab sich umb die selben zeit / das Juda hinab zog von seinen brüdern / und thet sich zu einem man Odollam / der hies Hira / Und Juda sahe daselbs eines Cananiters mans tochter der hies Sua / und nam sie. Und da er sie beschlieff / ward sie schwanger und gebar einen son / den hieß er / Jer. Und sie ward aber schwanger / und gebar einen son / den hieß sie Onan. Sie fur fort / und gebar einen son / den hies sie Sela. Und er war zu Chesib, da sie in gebar. Und Juda gab seinem ersten Sohn / Jer / ein weib / die hieß Thamar. / Aber er war böse fue dem HERrn / darumb tödtet in der HErr

## Übersicht über die deutschen Bibeln vor Luther
| Bezeichnung         | Jahr     | Druckort    | Drucker/Illustrator                             | Zählung                                                                          |
| ------------------- | -------- | ----------- | ----------------------------------------------- | -------------------------------------------------------------------------------- |
| Mentelin-Bibel      | 1466     | Straßburg   | Johannes Mentelin                               | 1.                                                                               |
| Eggestein-Bibel     | vor 1470 | Straßburg   | Heinrich Eggestein                              | 2.                                                                               |
| Zainer-Bibel        | 1475     | Augsburg    | Günther Zainer                                  | 3./4.                                                                            |
| Pflanzmann-Bibel    | 1475     | Augsburg    | Jodocus Pflanzmann                              | 4./3.                                                                            |
| Sensenschmidt-Bibel | 1476–78  | Nürnberg    | Andreas Frisner, Johann Sensenschmidt           | 5.                                                                               |
| Zainer-Bibel        | 1477     | Augsburg    | Günther Zainer                                  | 6.                                                                               |
| Sorg-Bibel          | 1477     | Augsburg    | Anton Sorg                                      | 7.                                                                               |
| Kölner Bibeln       | 1478/79  | Köln        | Heinrich Quentell oder Bartholomäus von Unckell | 1.)Niedersächsisch(-Ostwestfälisch) (und = unde) 2.)Niederrheinisch (und = ende) |
| Sorg-Bibel          | 1480     | Augsburg    | Anton Sorg                                      | 8.                                                                               |
| Koberger-Bibel      | 1483     | Nürnberg    | Anton Koberger                                  | 9.                                                                               |
| Grüninger-Bibel     | 1485     | Straßburg   | Johann Grüninger                                | 10.                                                                              |
| Schönsperger-Bibel  | 1487     | Augsburg    | Johann Schönsperger d. Ä.                       | 11.                                                                              |
| Schönsperger-Bibel  | 1490     | Augsburg    | Johann Schönsperger d. Ä.                       | 12.                                                                              |
| Lübecker Bibel      | 1494     | Lübeck      | Steffen Arndes/Meister der Lübecker Bibel       | Niedersächsisch                                                                  |
| Otmar-Bibel         | 1507     | Augsburg    | Johann Otmar                                    | 13.                                                                              |
| Otmar-Bibel         | 1518     | Augsburg    | Silvan Otmar                                    | 14.                                                                              |
| Halberstädter Bibel | 1522     | Halberstadt | Lorenz Stuchs                                   | Niedersächsisch                                                                  |

## Initialen

Initiale T im Maiblumenmotivstil der Grüninger-Bibel

Mentelin und Eggestein statteten ihre Bibeln mit Lombarden – bauchigen Großbuchstaben romanischen Stils – aus. Mit diesen Initialen markierten sie den Beginn von Kapiteln und Abschnitten. Sie waren in ihrer Schlichtheit typisch für die frühen Wiegendrucke. Der Platz für die Initiale wurde zunächst freigelassen und hinterher hineingemalt, später auch hineingedruckt.
Bei Sorg und Schönsperger werden die schlichten Initialen erstmals mit einem Maiblumendekor versehen. Die Lübecker Bibel kennt spielerische Verzierungen der Initiale (bekannt ist das U mit einem Narrekopf). Otmar druckte florale Verzierungen auf schwarzem Grund, die den Einfluss der italienischen Renaissance offenbaren.
Bei Zainer und Sensenschmidt erhalten die Initialen eine neue Bedeutung, die über den Schmuck hinausgeht. Die Buchstaben geraten zu einem Rahmen für die biblische Geschichte, die bildhaft erfasst wird.

Simson kämpft mit einem Löwen. Deutlich ist die mittelalterliche Einordnung zu erkennen. Koberger 1483

## Illustrationen
Die beiden ersten Bibeln waren reine Textausgaben. Zainer erkannte, dass es den Verkauf fördern würde, Bibeln zu bebildern. Neben dem Buchschmuck setzte er nun auch Illustrationen ein. Die nachfolgenden Bibeln orientierten sich an dieser Einsicht. Die Kölner Bibel enthielt 123 Holzschnitte im Großformat. Offenbar waren diese Holzschnitte an Miniaturen orientiert, die in einer Handschriftengruppe vorkommen, zu denen ein Vertreter (Ms. germ. fol. 516) in der Berliner Staatsbibliothek archiviert ist.
Die Holzschnitte der Kölner Bibel wurden von Koberger in seine Bibel übernommen. Einen Teil seiner Auflage ließ er von vornherein koloriert auf Lager legen. Durch Kobergers Ausgabe erhielten die Schnitte erst „ihre Weltgeltung“ (H. Kunze).
Die Bibeln nach Koberger wiesen in verschiedene Richtungen. Während Grüninger und Schönsperger die Kosten reduzieren wollten und daher die Holzschnitte verkleinerten, teils nachlässig kolorierten und auf billigerem Papier druckten, ging der Drucker der Lübecker Bibel den Weg, die Illustrationen sorgsam mit dem Text zu verbinden und die Schnitte so anzulegen, dass sie selbst ohne Kolorierung das Motiv zur Wirkung brachten.
Zu den „großen“ Motivgebieten der Bibeln gehören die Schöpfung, der Auszug der Israeliten aus Ägypten und die Apokalyptischen Reiter der Offenbarung des Johannes. Allein 34 Schnitte widmete die Kölner Bibel dem Leben und den Taten Moses, das mit dem Auszug in Verbindung steht.
Die Motive waren so gewählt, dass die Personen und Gruppen leicht erkannt werden konnten. Moses wurde immer wieder mit Hörnern dargestellt (ein Übersetzungsfehler schlich sich so in die Bilder seit dem Mittelalter ein). Gott war ein mit weißem, langem Haar ausgestatteter alter, aber würdiger Mann, der von einem Strahlenkranz umgeben war, und das Volk Israel trug den Judenhut. Wichtig war auch, dass die Motive so gestaltet waren, dass der mittelalterliche Mensch sich in den Szenen erkennen konnte (siehe beispielhaft Simson mit dem Löwen).

## Abgrenzung zu vorlutherischen deutschen Bibelhandschriften
Bereits Jahrhunderte vor den deutschen Bibeldrucken existierten Übersetzungen der lateinischen Vulgata ins Deutsche. Aus dem 8. und 9. Jahrhundert kennt man übersetzte Evangelien und den übersetzten Psalter. Sie bleiben aber Randerscheinungen neben dem Lateinischen. Trotz größerer Ernsthaftigkeit im Übersetzungsversuch ab dem 14. Jahrhundert blieben vollständige Übersetzungen der Bibel auch da noch die Ausnahme. Selbst Teilwiedergaben gab es nur in geringer Zahl. Die Sprachqualität war sehr schwankend. So blieb es dem Druck vorbehalten, zur großen Verbreitung der deutschen Bibelübersetzungen beizutragen. Der wirkliche Durchbruch gelang erst mit der Übersetzung durch Martin Luther.

## Belege
1. ↑  Heimo Reinitzer: Pflanzmann, Jodocus. In: Verfasserlexikon. Band VII, Sp. 575–577.
2. ↑  Marie-Luise Kosan: Der Buchdrucker und Verleger Anton Koberger, Germanisches Nationalmuseum, GNM_Blog: https://www.gnm.de/museum-aktuell/global-player-koberger/
3. ↑  Philipp Schmidt: Die Illustrationen der Lutherbibel. 1522–1700 Basel 1962, S. 66ff mit direkten Vergleichen. Ms-Link: http://www.manuscripta-mediaevalia.de/db/apsisa.dll/astanzeige?sid={570c2fa9-753b-42e5-8a7a-592056486af9}&cnt=20301&no=11&display=175134#
4. ↑  Hans Volz: Martin Luthers deutsche Bibel: Entstehung und Geschichte der Lutherbibel. Wittig, Hamburg 1978, S. 32.